# Cyclosemia
Cyclosemia este un gen de fluturi din familia Hesperiidae. 

## Specii
- Cyclosemia anastomosis
- Cyclosemia caecus
- Cyclosemia earina
- Cyclosemia elelea
- Cyclosemia gratiosa
- Cyclosemia herennius
- Cyclosemia lathaea
- Cyclosemia leppa
- Cyclosemia lyrcaea
- Cyclosemia pedro
- Cyclosemia subcaerulea